# ميغيل أغيلار (لاعب كرة قدم مواليد 1953)
ميغيل أغيلار (بالإسبانية: Miguel Aguilar Obando) هو مدرب كرة قدم ولاعب كرة قدم سلفادوري، ولد في 21 يناير 1953 في أوسولوتان في السلفادور. لعب مع نادي لويس أنخيل فيربو.